# Флиньи
Флиньи́ (фр. Fligny) — коммуна во Франции, находится в регионе Шампань — Арденны. Департамент — Арденны. Входит в состав кантона Синьи-ле-Пети. Округ коммуны — Шарлевиль-Мезьер.
Код INSEE коммуны — 08172.
Коммуна расположена приблизительно в 180 км к северо-востоку от Парижа, в 105 км севернее Шалон-ан-Шампани, в 35 км к западу от Шарлевиль-Мезьера.

## Население
Население коммуны на 2008 год составляло 190 человек.
| 1962 | 1968 | 1975 | 1982 | 1990 | 1999 | 2008 |
| ---- | ---- | ---- | ---- | ---- | ---- | ---- |
| 178  | 189  | 173  | 189  | 173  | 176  | 190  |

## Экономика
В 2007 году среди 116 человек в трудоспособном возрасте (15—64 лет) 68 были экономически активными, 48 — неактивными (показатель активности — 58,6 %, в 1999 году было 62,2 %). Из 68 активных работали 49 человек (33 мужчины и 16 женщин), безработных было 19 (10 мужчин и 9 женщин). Среди 48 неактивных 15 человек были учениками или студентами, 8 — пенсионерами, 25 были неактивными по другим причинам.

## Достопримечательности
- Церковь Сент-Этьен[фр.] (XVI век) — церковь-крепость (веркирхе)

## Фотогалерея

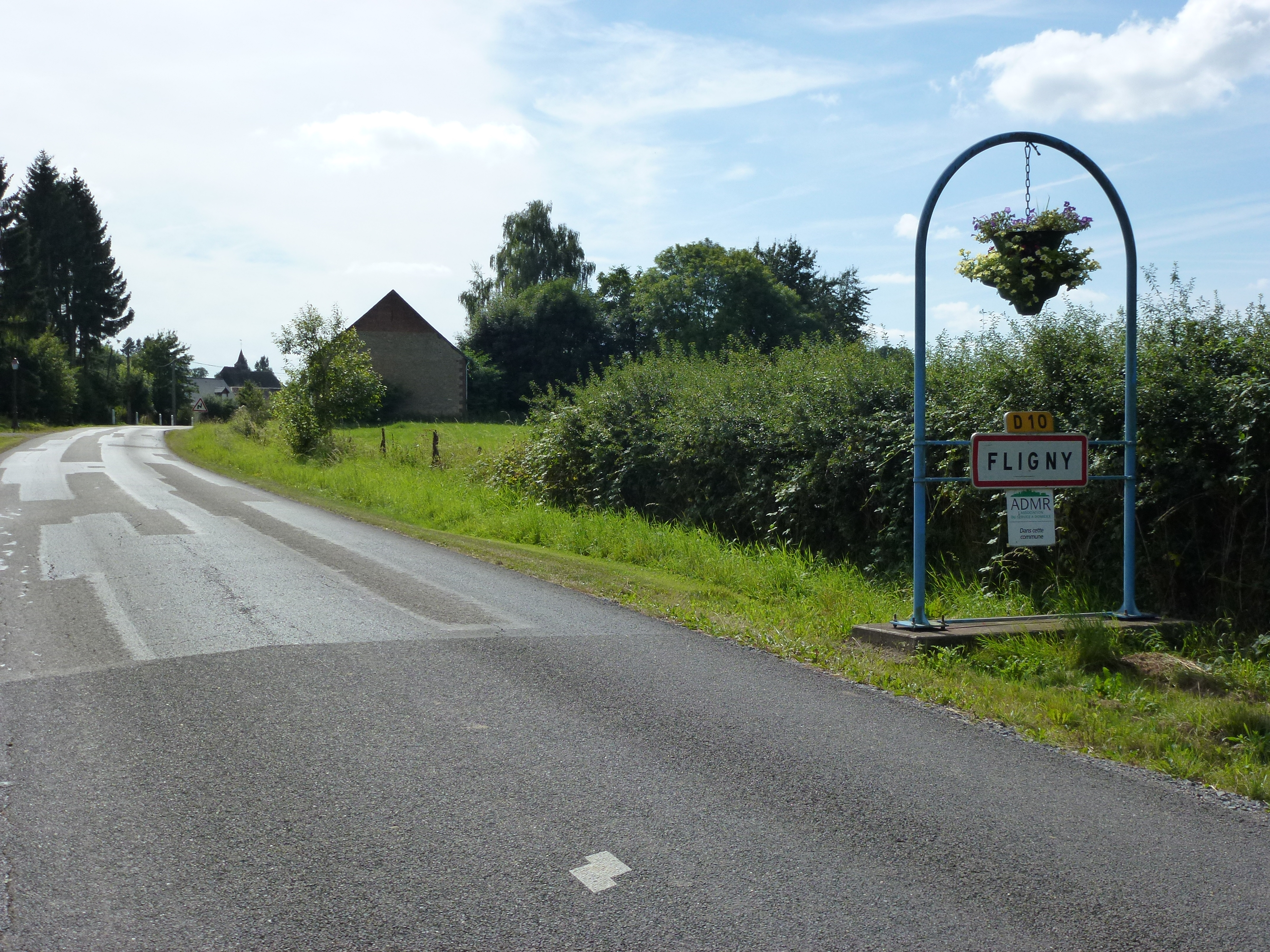
Въезд во Флиньи
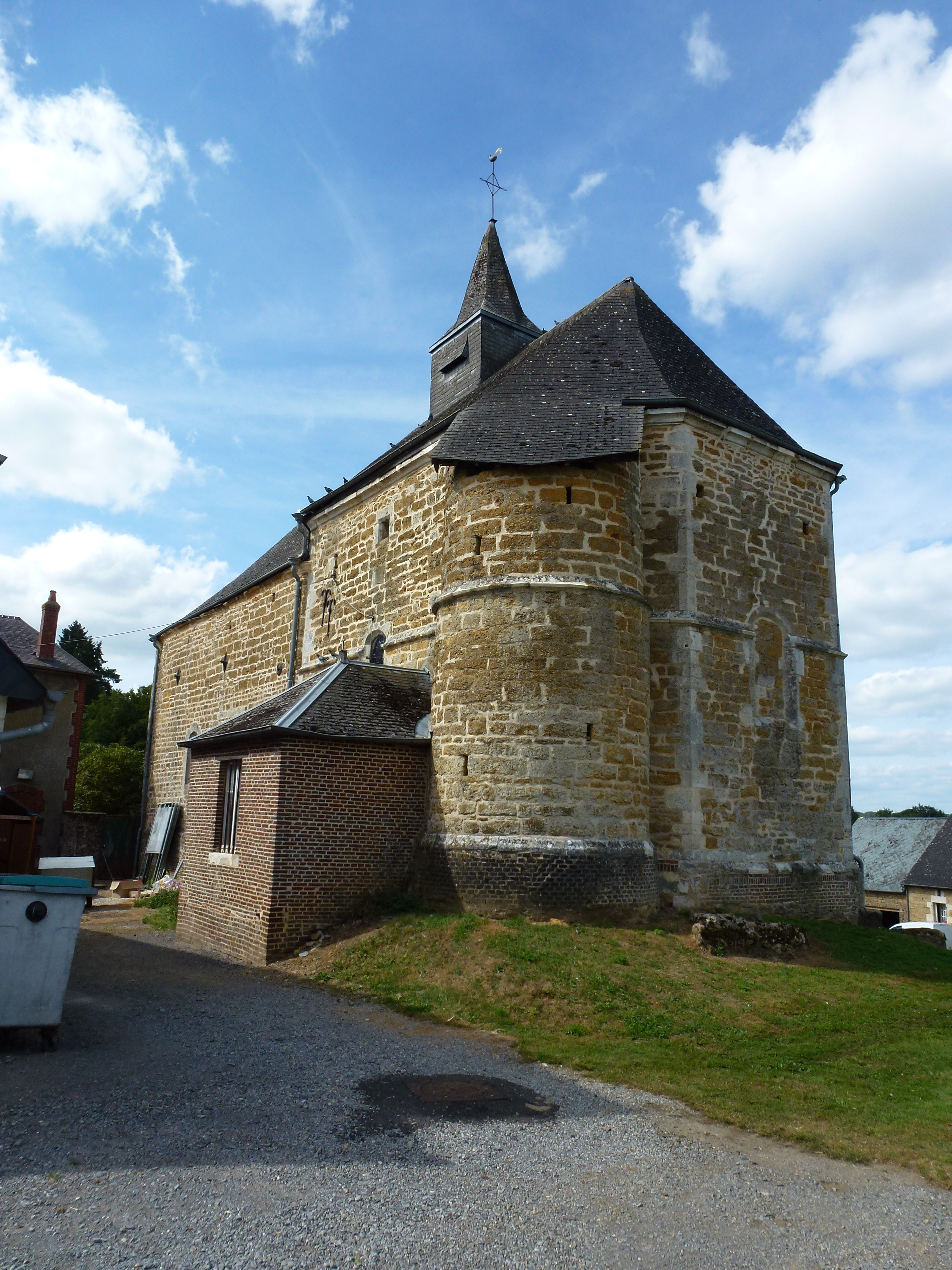
Церковь Сент-Этьен
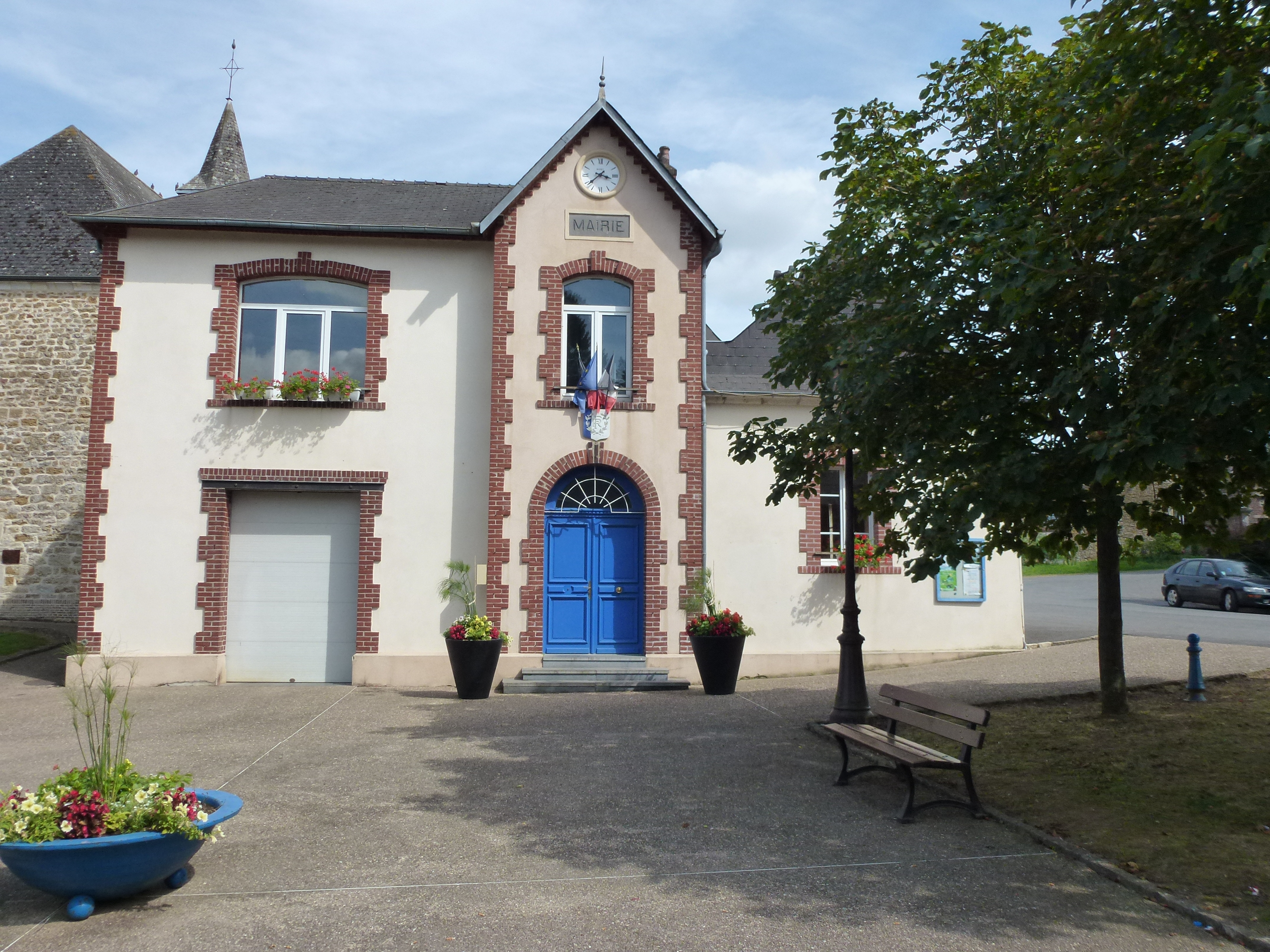
Мэрия
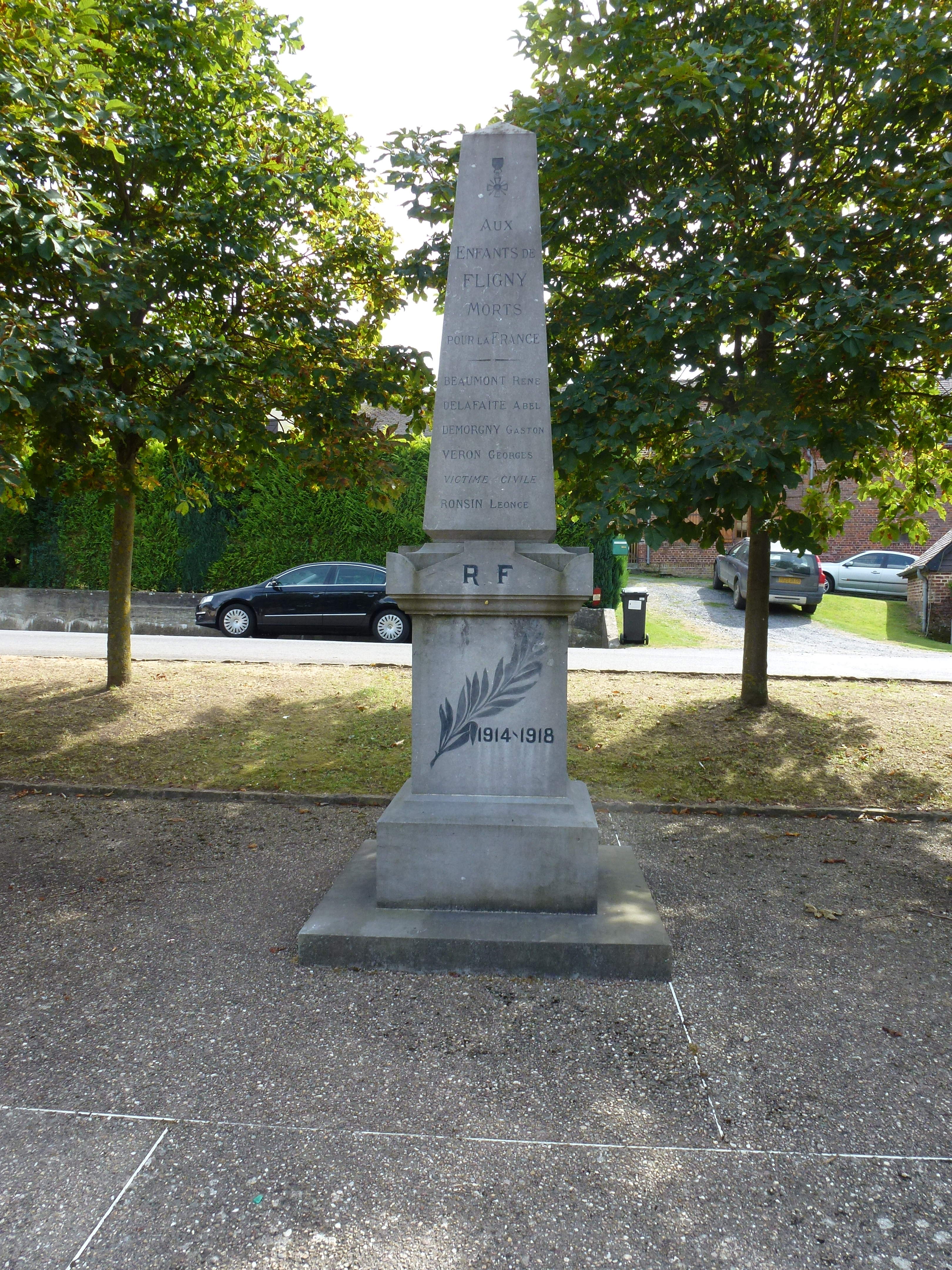
Памятник погибшим в Первой мировой войне